# Phyllodromia americana
Phyllodromia americana är en tvåvingeart som beskrevs av Axel Leonard Melander 1947. Phyllodromia americana ingår i släktet Phyllodromia och familjen dansflugor. Inga underarter finns listade i Catalogue of Life.